# Dorcadion pilosellum
Dorcadion pilosellum är en skalbaggsart. Dorcadion pilosellum ingår i släktet Dorcadion och familjen långhorningar.

## Underarter
Arten delas in i följande underarter:
- D. p. pilosellum
- D. p. obscurimembre